# Eragrostis friesii
Eragrostis friesii är en gräsart som beskrevs av Pilg.. Eragrostis friesii ingår i släktet kärleksgrässläktet, och familjen gräs. Inga underarter finns listade i Catalogue of Life.